# Bank Lombard Odier & Co
Die Lombard Odier Gruppe ist eine 1796 gegründete unabhängige Schweizer Bankengruppe. Ihr Hauptsitz befindet sich in Genf. Die Geschäftstätigkeit der Gruppe gliedert sich in drei Bereiche: Privatkundengeschäft (Vermögensverwaltung), Asset-Management (hauptsächlich die Verwaltung von Anlagefonds) sowie Back- und Middle-Office-Leistungen für andere Finanzinstitute (z. B. Banken-IT). Ende 2023 verfügte die Bank fast 300 Milliarden Schweizer Franken an betreuten Vermögenswerten, die über diese drei Geschäftsbereiche bewirtschaftet wurden, was die Gruppe zu einem der größten Akteure im Schweizer Finanzsektor macht. Die Gruppe bietet ihre Dienstleistungen einem privaten und institutionellen Kundenstamm an.
Als älteste Privatbank in Genf geht die Gruppe aus der Fusion von Lombard, Odier & Cie mit der Bank Darier, Hentsch & Cie im Jahr 2002 hervor; letztere wurde 1796 von Henri Hentsch gegründet. Das Unternehmen wurde daher 2002 unter dem Firmennamen Lombard, Odier, Darier, Hentsch & Cie gegründet, der 2010 zur Lombard Odier Gruppe vereinfacht wurde. Dennoch trägt das Unternehmen auf seinem offiziellen Logo weiterhin die Namen dieser vier bisherigen Partner.
Seit 2014 hat die Bank den Status einer Gesellschaft mit beschränkter Haftung (GmbH). Die Lombard Odier Gruppe ist eine juristische Holdinggesellschaft nach Schweizer Recht und trägt seit 2016 den Namen Compagnie Lombard Odier SCmA. Diese Holdinggesellschaft besitzt alle zur Gruppe gehörenden Unternehmen, allen voran die Bank Lombard, Odier & Cie SA und Lombard Odier Asset Management (Europe) Limited in London, die den Asset-Management-Zweig der Gruppe bildet. Im internationalen Bereich des Asset-Managements ist die Gruppe unter dem Namen Lombard Odier Investment Managers (LOIM) bekannt.
Die Lombard Odier Gruppe begann sich 1951 international zu etablieren, indem sie nach und nach Niederlassungen in den USA, Europa und Asien eröffnete. Die Gruppe beschäftigte per Ende 2022 weltweit rund 2'720 Mitarbeitende.

## Geschichte

### Die Gründerfamilien
Die Familie Lombard (von Lombardi) kam 1573 aus Tortorella (Süditalien), wo sie unter religiöser Verfolgung litt, nach Genf. Die beiden Söhne von Theodoro Lombardi, César und Marc-Antoine Lombard, waren in der Reitsportbranche und im Pferdehandel tätig. Sie erhielten 1589 den Genfer Bürgertitel für ihre Verdienste im Kampf gegen den Herzog von Savoyen. Jean-Gédéon Lombard, ein Nachkomme von César Lombard in der 6. Generation, schloss sich 1798 der Bank Hentsch, Lombard & Cie an, was den Eintritt der Lombard-Familie in das Genfer Bankgeschäft bewirkte.
Die Familie Odier wird erstmals um 1714 in Genf erwähnt, zur gleichen Zeit, als Antoine Odier seinen Titel als Genfer Bürger erhielt. Die Familie kam aus Pont-en-Royans in Frankreich. Mitglieder der Familie waren als Politiker, Ärzte, Künstler, Ingenieure und später als Bankiers tätig. Charles Odier schloss sich 1830 der Bank Lombard, Bonna & Cie an, die dann später Lombard, Odier & Cie hieß.
Die Familie Darier kam 1738 aus der Region Dauphiné in Frankreich nach Genf. Louis Darier starb kurz nach der Geburt seines Sohnes Hugues Darier, der zu einer bedeutenden Persönlichkeit im Uhrmacherhandwerk wurde und 1787 den Genfer Bürgertitel erhielt. Jules Darier-Rey, der Enkel von Hugues, schloss sich 1873 der Bank Chaponnière & Cie an. Die Firma wurde 1875 in Darier, Chaponnière & Cie und dann 1880 in Darier & Cie umgewandelt. Ein weiterer Sohn von Hugues Darier, Jean-Louis Darier (1766–1825), trug anfänglich zur Entstehung der Bank Ferrier, Lullin & Cie im Jahr 1795 bei. Diese Organisation bleibt jedoch ohne jegliche Verbindung zu dem, was heute Lombard Odier ist.
Die Familie Hentsch kam um 1758 nach Genf, während Pfarrer Benjamin-Gottlob Hentsch aus der Niederlausitz emigrierte, um als Tutor in der Schweiz tätig zu werden. Sein Sohn Henri Hentsch (1761–1835) gründete 1796 die Stammbank, die der Grundstein für die heutige Lombard Odier Gruppe war.

### Ursprünge der Bank: 1796–1800

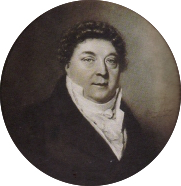
Henri Hentsch (1761–1835)

Ab 1789 wurde der Geschäfts- und Finanzhandel in Genf durch die Französische Revolution beeinflusst. 1793 wurde Henri Hentsch von den Genfer Revolutionären verhaftet und vorübergehend nach Nyon verbannt, wo er mit einem Mitarbeiter ein Seidenhandelsgeschäft begann (Edmé Mémo).  Trotz des Umfelds wirtschaftlicher Schwierigkeiten und der zunehmenden Arbeitslosigkeit kehrte Henri Hentsch nach Genf zurück, um am 11. Januar 1796 im Alter von 35 die Bank Henri Hentsch & Cie zu gründen. Das als „Seiden- und Verkaufshaus“ konzipierte Unternehmen handelte in einem ersten Schritt parallel zu seinen Bankaktivitäten mit Seide. Dies war damals ein übliches Format, aber das Unternehmen gab den Handel schnell auf, um sich als einzigen Schwerpunkt auf das Bankwesen zu konzentrieren. Das Unternehmen erlaubte Händlern, Kredite aufzunehmen, Schulden zu verhandeln, Wechsel zu begleichen und ganz allgemein den Handel mit Edelmetallen sowie Börsengeschäfte durchzuführen. All dies geschah zu einer Zeit, als in Genf mehrere Währungen im Umlauf waren.
Am 26. April 1798 wurde die Republik Genf durch Napoleon Bonapartes Frankreich annektiert. Henri Hentschs Cousin Jean-Gédéon Lombard wurde schließlich Mitglied des Stadtrats von Genf. Jean-Gédéon, zunächst Proktor von Henri Hentsch, wurde am 19. Juni 1798 dessen Partner bei der Bank. Die Firma nahm dann den Namen Henri Hentsch & Lombard an. Kurz danach waren sich Henri Hentsch und Jean-Gédéon Lombard jedoch nicht über die Strategie einig, die sie angesichts des Klimas des lokalen Wirtschaftsabschwungs verfolgen sollten; Jean-Gédéon Lombard wollte die Risiken begrenzen, die sich aus der Konzentration auf Wechselgeschäfte ergaben, welche zu festen Provisionen führten, während Henri Hentsch, der für seinen unternehmerischen und hartnäckigen Charakter bekannt war, sie auf den internationalen Markt drängte, insbesondere für die Finanzierung von Geschäften unter der Führung des französischen Reichs. Am 22. September 1800 trennten sich die beiden Partner einvernehmlich, und die Bank kehrte zu ihrem früheren Namen Henri Hentsch & Cie zurück, während Jean Gédéon Lombard mit seinem Schwager Jean-Jacques Lullin die Bank Lombard Lullin & Cie gründete.

### Lombard, Odier & Cie

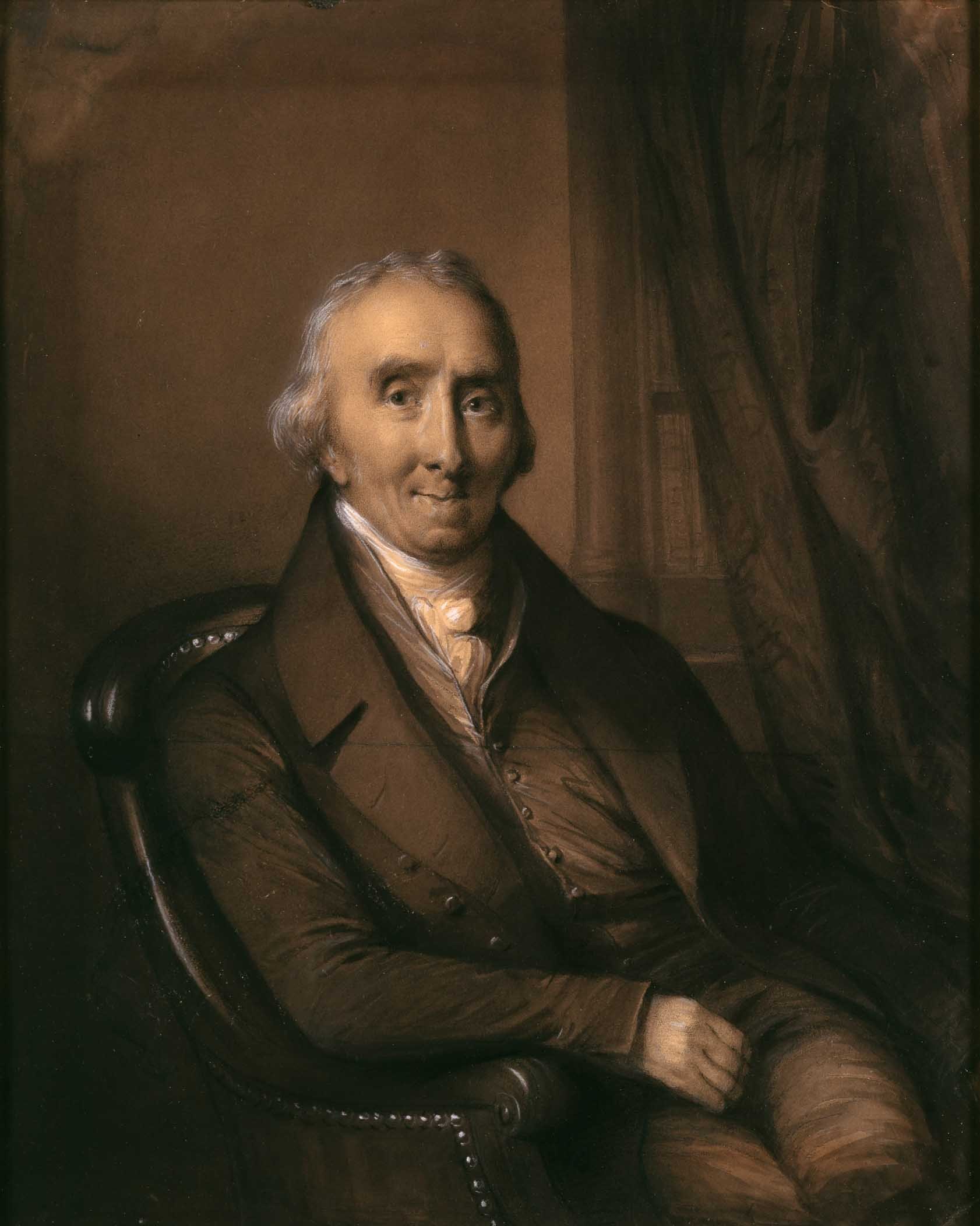
Jean-Gédéon Lombard (1763–1848)

Lombard, Lullin & Cie waren in den ersten Bankjahren stark vom wirtschaftlichen Umfeld betroffen. Durch den Konkurs der Firma Corsanges in Lyon verlor Jean-Gédéon Lombard vom Jahr 1800 an 30.000 Franken, sodass Jean-Jacques Lullin in Konkurs ging. Trotzdem konnte die Firma ihre Geschäftstätigkeit fortsetzen. Jean-Jacques Lullin verließ die Bank am 31. Dezember 1815, blieb aber bis zu seinem Tod im Jahr 1837 als Kommanditist tätig. Daher nahm die Firma ab 1816 den Namen Jean-Gédéon Lombard & Cie bis zum 1. Januar 1826 an, als Jean-Gédéon Lombard eine Partnerschaft mit Paul-Frédéric Bonna einging. Die Bank nahm dann den Namen Lombard, Bonna & Cie an. Am 31. März 1830 verließ Paul Frédéric Bonna die Firma und gründete seine eigene Bank, Bonna & Cie. Die Bank blieb fast ein Jahrhundert lang aktiv, bevor sie 1920 in Schwierigkeiten geriet und in die Hentsch & Cie eingegliedert wurde.
Im Jahr 1830 übergab Jean-Gédéon Lombard (im Alter von 66 Jahren) die Bank an seinen ältesten Sohn Jean-Eloi Lombard. Am 1. April 1830 ernannte er Charles Odier zum stellvertretenden Geschäftsführer, und die Bank wurde fortan Lombard, Odier & Cie genannt. Charles Odier, damals 25 Jahre alt, hatte den Bankberuf bei der Firma Gabriel Odier & Cie erlernt, die von seinem Pariser Cousin geführt wurde, und verfügte über bedeutende Vermögenswerte aus dem Erfolg der Firma F. Courant & Odier, die er 1825 in Le Havre für den Import von Baumwolle aus den USA gegründet hatte. Jean-Eloi Lombard widmete sich dem lokalen Geschäft, während Charles Odier sich dem internationalen Geschäft zuwandte, insbesondere dank der USA-Kontakte, die er gepflegt hatte. Unter der Leitung von Jean-Eloi Lombard und Charles Odier finanzierte die Bank Infrastrukturprojekte, welche die industrielle Revolution prägten. Im Jahr 1834 finanzierte Lombard, Odier & Cie die Bauarbeiten am Canal de Roanne à Digoin mit. Hierbei handelte es sich um ein Projekt, das trotz des erfolgreichen Endergebnisses nicht profitabel war. In der Folgezeit begann die Firma mit der Finanzierung von Eisenbahnen, und von 1852 bis 1872 war Charles Odier als Verwalter der Westschweizer Eisenbahnen tätig.
Ebenfalls 1834 wurde Alexandre Lombard, der dritte Sohn von Jean-Gédéon Lombard (im Alter von 24 Jahren), geschäftsführender Gesellschafter der Bank. Zu einer Zeit, als der Wilde Westen sowohl Finanzierung als auch Bau von Anlagen, Straßen, Schienen und Kanälen benötigte, war er dafür zuständig, Lombard, Odier & Cie auf den amerikanischen Markt zu lenken. Dieser Ansatz, der aufgrund des Zeitpunkts des Endes der amerikanischen Finanzkrise von 1837 als riskant galt, erwies sich zehn Jahre später als erfolgreiche Strategie. Als sich das politische und wirtschaftliche Umfeld in Europa nach den Revolten von 1848 verschlechterte, erlebten die USA eine starke Expansion. Alexandre Lombard legte den Schwerpunkt auf die Finanzierung amerikanischer Eisenbahnunternehmen. Die Bank stellte ihren Kunden Briefe mit Notierungen für internationale Aktien aus, die zu jener Zeit schwer zugänglich waren. Im Jahr 1857 beteiligten sich die Partner von Lombard, Odier & Cie an der Errichtung der Genfer Börse.
Am 1. Dezember 1859 wurde der einzige Sohn von Charles Odier, James Odier, Partner der Bank. Dies war nach seiner Reise in die USA im Jahr 1854 und seiner Heirat mit Blanche Lombard, der Tochter von Jean-Eloi, im Jahr 1856. James Odier setzte das Wachstum von Lombard, Odier & Cie auf amerikanischem Boden fort. Im Jahr 1870 trat er in den Vorstand der Genfer Niederlassung des damaligen Unternehmens ein, die später zur Banque de Paris et des Pays-Bas S.A. (Bank von Paris und den Niederlanden) wurde. Zusammen mit Jules Darier-Rey gründete er 1872 auch die Genfer Lebensversicherungsgesellschaft Genevoise Compagnie d'Assurance sur la Vie, die später von seinem Sohn Émile und dann von seinem Enkel Edmond geleitet wurde. Alexis Lombard, der Sohn von Jean-Eloi Lombard und Schwager von James Odier, wurde 1866 Partner. Er war 1872 Gründungsmitglied der Handelskammer Genf, gründete 1881 die Genfer Bank für Kredite und Einlagen und wurde 1907 nach der Gründung der Schweizerischen Nationalbank Mitglied in ihrem Verwaltungsrat. Alexis Lombard und James Odier blieben ein halbes Jahrhundert lang Partner der Bank und führten die Firma auch während des Ersten Weltkriegs weiter, während ihre Nachkommen Albert Lombard und Émile Odier zur Bewachung der Landesgrenzen zur Schweizer Armee eingezogen wurden. Während des gesamten Krieges war das Geschäft für die Bank instabil. Trotzdem haben sie diese Zeit dank der Stärke des Schweizer Frankens und der Neutralität des Landes, die es den Schweizer Banken ermöglichte, als Zufluchtsorte in Europa zu fungieren, ohne große Widrigkeiten überstanden. Darüber hinaus konzentrierte sich die Bank weiterhin in erster Linie auf Investitionen in den USA, die nicht direkt vom Konflikt betroffen waren. Zu Beginn des 20. Jahrhunderts beschäftigte Lombard, Odier & Cie nur 16 Mitarbeiter und drei Angestellte, obwohl sie eine der größten Privatbanken in Genf war.

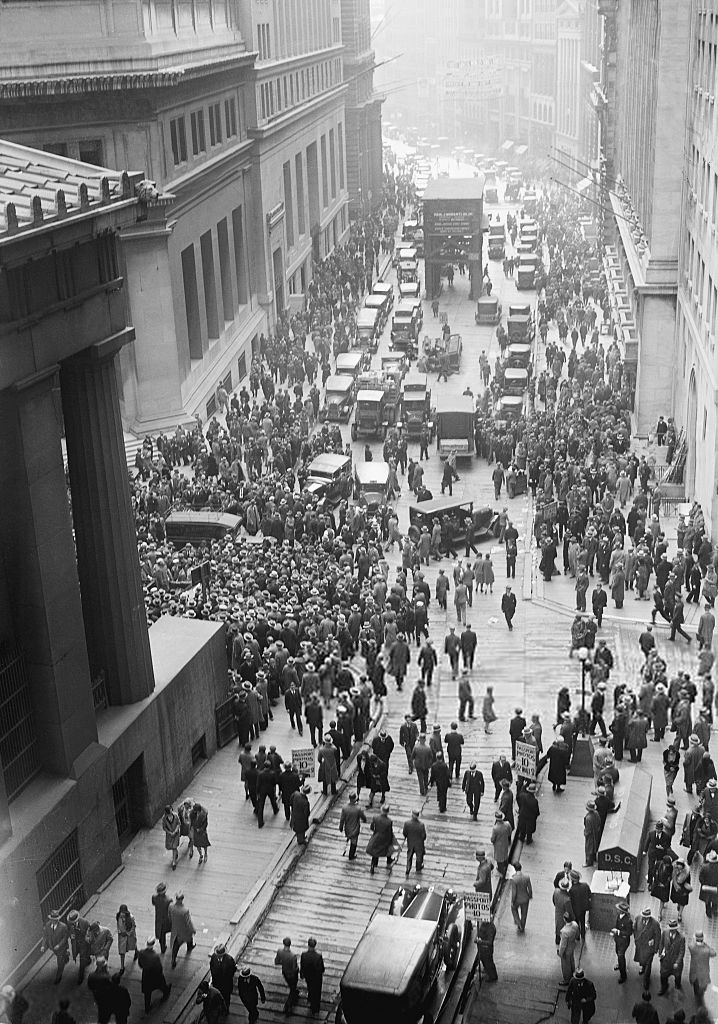
Der Wall Street Crash von 1929 hat weitreichende Auswirkungen auf Europa und die Schweizer Banken gehabt

Nach dem Ersten Weltkrieg übernahmen Émile Odier (Partner ab 1890), Albert Lombard (Partner ab 1908), Alberts erster Cousin Jean Lombard (Partner ab 1913) und Émiles Sohn Edmond Odier (Partner ab 1919) die Leitung der Bank. Im Jahr 1921 übernahm Lombard, Odier & Cie das Eigentum an der 1795 gegründeten Bank Lenoir, Julliard & Cie. Im Jahr 1929 und zu Beginn der 1930er Jahre war der Schweizer Finanzsektor vom Wall Street Crash von 1929 und der Weltwirtschaftskrise betroffen, die ganz Europa erfasste. Mehrere Schweizer Banken haben rekapitalisiert oder mussten schließen, wie die Banque de Genève (1931) und das Comptoir d'Escompte de Genève (1934). Lombard, Odier & Cie, die wegen ihrer Geschäftstätigkeit auf den amerikanischen Märkten betroffen war, aber zeigen wollte, dass sie nicht aufgrund von Schwierigkeiten scheitern würde, änderte 1933 ihre Satzung in eine offene Handelsgesellschaft, die die Gruppe der geschäftsführenden Gesellschafter im Falle eines Zusammenbruchs mit ihrem persönlichen Vermögen zur Verantwortung zog. Dennoch konnte die Bank eine derartige Situation vermeiden. Im Jahr 1937, nach dem Tod von Edmond Odier, wurde seine Frau Francine Odier-Dunant nicht geschäftsführende Gesellschafterin der Firma, damit sie ihren eingetragenen Firmennamen und ihren Status beibehalten konnte. Sie behielt diese Position, bis ihr Sohn Marcel Odier 1948 ihr Nachfolger wurde.
Bei Ausbruch des Zweiten Weltkriegs im Jahr 1939 hatte die Bank Lombard, Odier & Cie 75 Mitarbeiter, von denen 38 von der Schweizer Armee eingezogen wurden. Im Jahr 1940 wurde Georges Lombard Partner, musste aber auch seinen Wehrdienst antreten. Im Jahr 1941 übernahm die Bank SAGED und brachte Richard Pictet, Jean E. Bonna (als Vertreter seines Enkels Frédéric Bonna), André Aubert und Raymond Barbey als Partner der Bank Lombard, Odier & Cie mit. Wie im vorangegangenen Weltkrieg gelang es der Bank, dank der Neutralität des Landes diese Zeit zu überstehen, so dass den Schweizer Banken die Rolle als Zufluchtsort für ausländisches und nationales Kapital übertragen wurde.
Nach dem Zweiten Weltkrieg, 1948, kehrte Marcel Odier, der älteste Sohn von Edmond Odier, als Partner zu George Lombard zurück. Nach Schätzungen des Bankarchivs beliefen sich die Vermögenswerte der Privatkunden im Jahr 1950 auf fast eine Milliarde Franken und stammten hauptsächlich aus der Schweiz, Frankreich und Belgien. Unter der Leitung von Marcel Odier wurde die Bank international tätig, eröffnete 1951 ihre erste Niederlassung in Montreal und etablierte ihre erste Anlagefinanzierung in kanadischen Immobilien für ihre Privatkunden. Im Jahr 1957 wurde Thierry Barbey Partner der Bank, und 1961 erreichte sein erster Cousin Yves Oltramare den gleichen Status. Sie gründeten daraufhin eine Finanzanalyse-Niederlassung in der Bank und führten Lombard, Odier & Cie zu einem neuen Unternehmen in der Verwaltung von Investmentfonds, das sich an einen Kundenstamm von gerade erst entstandenen institutionellen Investoren (wie Pensionskassen und Versicherungen) richtete. Dabei begann Lombard, Odier & Cie regelmäßig mit der Auflage von Fonds, in denen institutionelle Anleger Geld für die Verwaltung anlegen konnten. Mit der Aufnahme von Jean-François Chaponnière, Alain Patry und Fernand Oltramare als Partner im Jahr 1964, dann 1970 von Laurent Dominici und Pierre Keller entwickelte die Bank ihre Basis an internationalen institutionellen Kunden weiter und eröffnete Geschäftsbereiche in Amerika, Europa, dem Nahen Osten und Asien. Im Jahr 1983 legte Lombard, Odier & Cie in Zusammenarbeit mit Merrill Lynch Asset Management und Nomura Capital Management einen Fonds namens „SCI/TECH“ für institutionelle Kunden auf. Der Fonds sammelte nach seiner Gründung 835 Millionen Dollars und war damit der größte Ansturm in der Geschichte der damaligen Investitionsfinanzierung. Ende der 1990er Jahre beschäftigte Lombard, Odier & Cie rund 800 Mitarbeiter, davon 600 in Genf und 200 in ausländischen Büros. Im Jahr 2002 fusionierte die Firma mit Darier, Hentsch & Cie.

### Darier, Hentsch & Cie

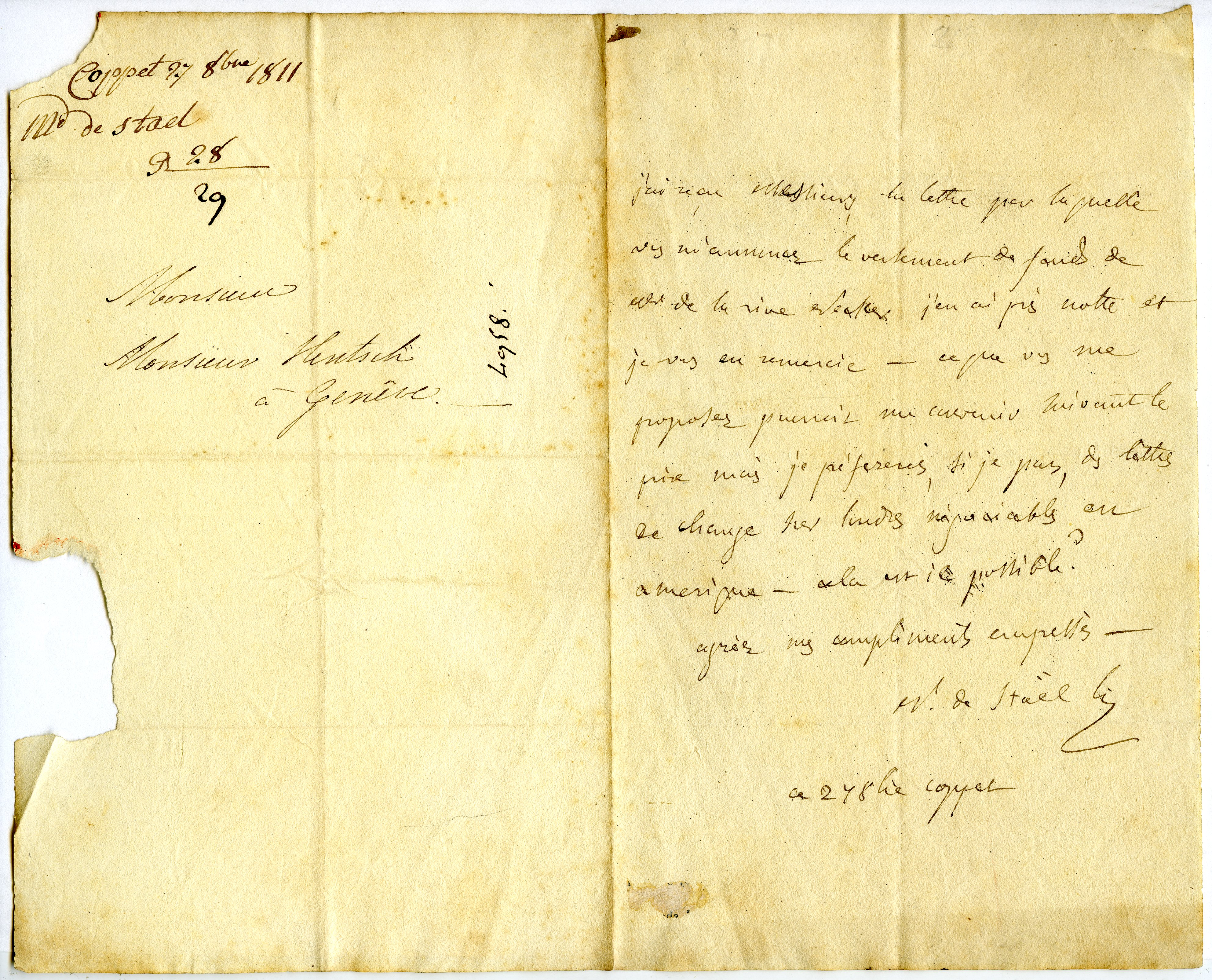
Brief von Madame de Staël an Henri Hentsch (1811)

Henri Hentsch wandte sich ab 1800 der Finanzierung des französischen Kaiserreichs zu. Die Bank Henri Hentsch & Cie organisierte vor allem den Geldtransfer nach Italien, wo das Kaiserreich expandierte. Henri Hentsch hatte dank seiner Tätigkeit gute Beziehungen zur französischen Oberschicht aufgebaut. Im Jahr 1812 gründete er in Paris die Bank Henri Hentsch, Blanc & Cie, ließ sich dann im folgenden Jahr in der französischen Hauptstadt nieder und delegierte die Leitung der Genfer Bank an seine drei Söhne. Im Jahr 1826 gründete er eine zweite Pariser Bank, Hentsch, Lecointe, Desarts & Cie. Nach seinem Tod am 14. August 1835 wurden seine Söhne offiziell Partner der Bank Hentsch & Cie in Genf, übernahmen aber nicht die Leitung der von ihrem Vater in Paris gegründeten Unternehmen. Im Jahr 1854 beschloss einer der Enkel von Henri Hentsch, Jean-Alexis Henri Hentsch (im Alter von 36 Jahren), nach zwölf Jahren als Leiter der Genfer Familienbank in den Westen der USA zu reisen. Daraufhin wurde die Leitung der Bank seinem Bruder übertragen. Zur Zeit des Goldrauschs ließ sich Jean-Alexis Henri Hentsch in San Francisco nieder. Dort eröffnete er eine Bank, die er Hentsch & Cie nannte. Das Geschäft war ein Erfolg. Er wurde 1859 in San Francisco zum Honorarkonsul der Schweiz ernannt und kehrte 1873 nach Genf zurück, wo er die Swiss American Bank gründete, die dann zur Muttergesellschaft der Bank Hentsch & Cie in San Francisco wurde; sie stand jedoch in keinem Zusammenhang mit der heutigen Lombard Odier Gruppe.

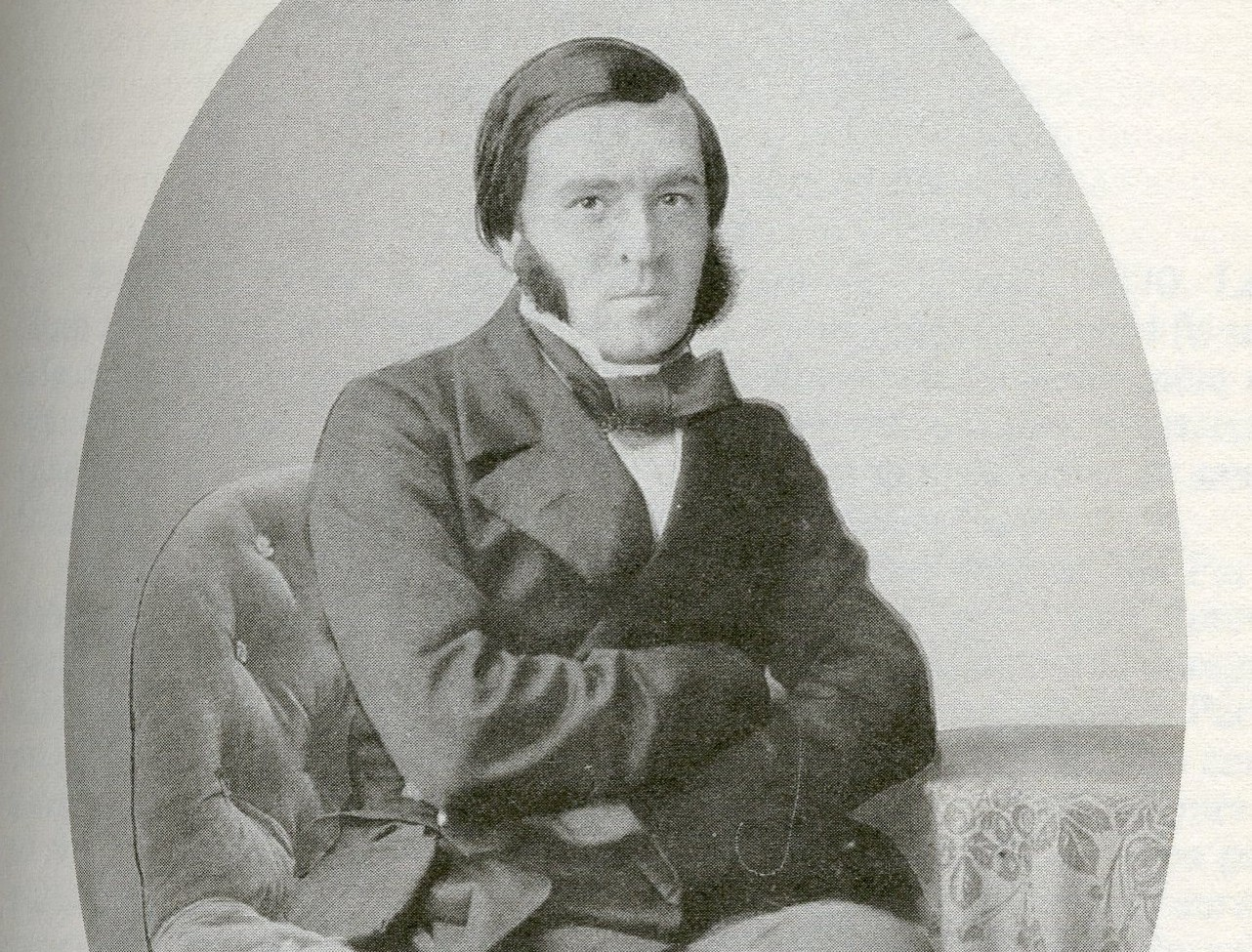
Édouard Hentsch (1829–1892)

Im Jahr 1854 setzte Édouard Hentsch (der Enkel von Henri Hentsch) die Leitung der Bank Mathieu, Hentsch & Cie in Paris fort. Er wurde später Präsident der Bank Comptoir national d'escompte de Paris und dann der Banque de l’Indochine, bevor er die Schweizerische Eisenbahnbank La Banque des Chemins de fer suisses gründete.  Er wurde durch den Zusammenbruch des Kupferhandels 1889 in den Ruin getrieben, weswegen die Bank Comptoir national d'escompte de Paris mit immer höheren Rückzahlungen seines Privatvermögens zu kämpfen hatte. Abseits dieser Turbulenzen setzte die Bank Hentsch & Cie ihre Geschäftstätigkeit in Genf fort und wurde für mehrere Generationen von der Familie weitergeleitet. In den 1950er Jahren wurde die Bank Hentsch & Cie unter der Leitung von Léonard Hentsch zu einem Vorreiter im Vertrieb von Anlagefonds in der Schweiz.
Im Jahr 1837 gründete Jean-François Chaponnière in Genf die Bank Chaponnière & Cie, die 1876 zur Bank Darier, Chaponnière & Cie wurde, als Jules Darier-Rey als Partner einstieg. Aus dieser Bank wurde dann 1880 Darier & Cie. Die Bank spezialisierte sich auf das Handelsgeschäft und den Transportbereich. Bevor er Partner der Bank wurde, gründete Jules Darier-Rey 1872 zusammen mit James Odier die erste Lebensversicherungsgesellschaft in Genf, La Genevoise. Wie bei Hentsch & Cie wurde auch Darier & Cie mehrere Generationen lang von der Familie weitergeführt. Eines der ersten Fusionsprojekte zwischen Hentsch & Cie und Darier & Cie wurde 1971 von der Hentsch-Bank geplant, war aber damals nicht erfolgreich. Die Fusion erfolgte schließlich am 1. Januar 1991 zur Gründung der Bank Darier, Hentsch & Cie. Die Zeitung Le Temps schrieb, dass „diejenigen, die das Projekt gut kannten, genauso viel von einer Übernahme von Hentsch durch Darier, wie von einer Fusion unter Gleichen sprachen“.

### Historische Kooperationen, 1840–1933

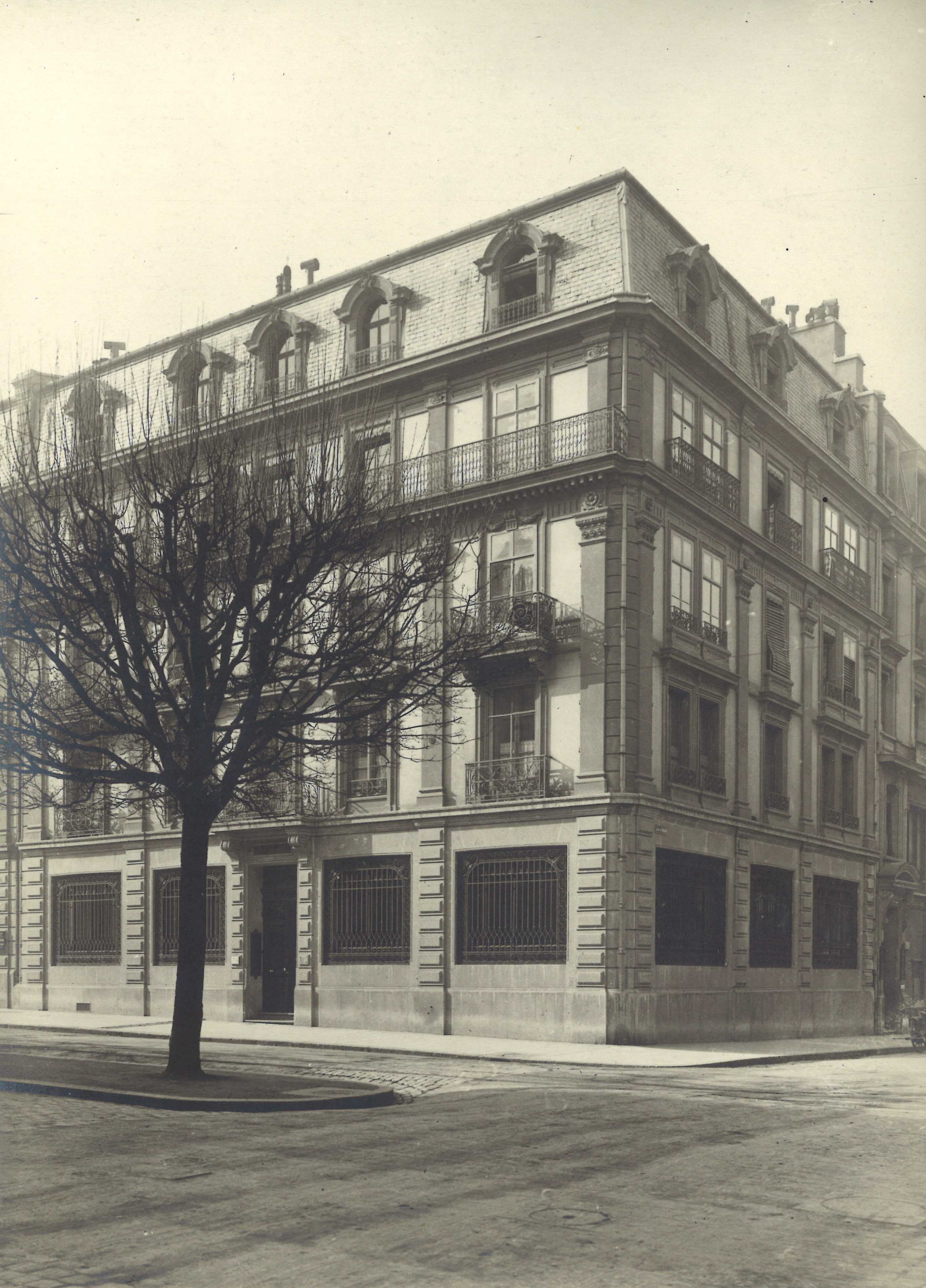
Hauptquartier von Lombard Odier am 4 Boulevard du Theatre in Genf (1918)

Die Banken Lombard, Odier & Cie, Hentsch & Cie sowie Darier & Cie wurden während ihres gesamten unabhängigen Bestehens mehrmals zur Zusammenarbeit gebracht. Im Jahr 1840, zu einer Zeit, als die industrielle Revolution eine umfangreiche Finanzierung benötigte, aber nicht von einer einzigen Finanzgesellschaft versichert werden konnte, schlossen sich die Banken Lombard, Odier & Cie, Hentsch & Cie, Candolle Turrettini & Cie sowie Louis Pictet & Cie zusammen, um das Unternehmen „Quatuor“ zu bilden, das vor allem in europäische Eisenbahnen, in Minen in der Region Loire in Frankreich und sogar in Piemont-Kredite investierte. Im Jahr 1872 fusionierte Quatuor mit Omnium, einer weiteren 1849 gegründeten Private-Banking-Vereinigung in Genf, die Paccard, Ador & Cie, P.F. Bonna & Cie sowie Ph. Roget & Fils zusammenfasste. Zusammen mit der neuen Banque de Paris et des Pays-Bas gründeten diese Unternehmen die Finance Association of Geneva (Genfer Finanzvereinigung), mit dem Ziel, genügend Kapital für Finanzoperationen im In- und Ausland zu sammeln. Daraufhin wurde 1890 die Financial Union of Geneva (Genfer Finanzunion) gegründet, die aus der Fusion der Genfer Finanzvereinigung und der Eisenbahnbank La Banque Nouvelle des Chemins de Fer hervorging. Die Finanzunion, die zu Beginn mit 12 Millionen Franken Kapital ausgestattet war, konsolidierte 12 Privatbanken, darunter Hentsch & Cie, Lombard, Odier & Cie sowie Darier & Cie. Außerdem spielte sie von 1890 bis 1933, bei der Finanzierung großer Infrastrukturprojekte in Europa und den USA, eine wichtige Rolle in der Welt der Genfer Finanzen.
Laut dem 1986 erschienenen Buch Les grandes heures des banquiers suisses (Die schönsten Stunden der Schweizer Bankiers) bildet diese Zusammenarbeit zwischen Genfer Privatbanken den Kern ihrer Nachhaltigkeit. Darin heißt es, dass „die Gruppe der Genfer Privatbanken den Tücken der damaligen Zeit besser standgehalten habe als andere Städte der Schweiz. Tatsächlich wussten diese Unternehmen, sich zum richtigen Zeitpunkt zu vereinen, um sich (über die Finanzunion) intensiv an den Emissionsgeschäften und der Kreditvergabe im In- und Ausland zu beteiligen. Darüber hinaus ermöglichte es ihnen, eine Reihe von Investmentgesellschaften (Holdinggesellschaften, Kapitalanlagegesellschaften usw.) zu gründen und zu fördern, deren Wertpapiere dem Genfer Aktienmarkt einen langfristigen Auftrieb gaben.“

### 2002 bis zur Gegenwart
Im Jahr 2002 fusionierte die Bank Lombard, Odier & Cie mit Darier, Hentsch & Cie und begründete die Partnerschaft Lombard, Odier, Darier, Hentsch & Cie. Die Partnerschaft ermöglichte die Gründung einer der bedeutendsten Privatbanken der Schweiz mit 20 Niederlassungen im Ausland, 2.000 Mitarbeitern und 95 Milliarden Euro verwaltetem Vermögen. Die Fusion wurde von einem Kosten- und Personalabbauplan begleitet, der in einer schwierigen Zeit durch den Einbruch der Aktienmärkte nach dem Platzen der Dotcom-Blase noch verschärft wurde.
Im Jahr 2006 wurde die Bank Lombard, Odier, Darier, Hentsch & Cie in die Henokiens aufgenommen, eine Vereinigung, die Familienunternehmen mit einer über 200-jährigen Geschichte verbindet. Die Nachkommen der vier historischen Familien Thierry Lombard, Patrick Odier, Pierre Darier und Christophe Hentsch wurden bis zum Ausscheiden von Pierre Darier im Jahr 2010 als Partner in die Bank einbezogen. Einige Zeit später vereinfachte das Unternehmen seinen Firmennamen und wurde zur Compagnie Lombard, Odier & Cie. Dennoch trägt das Unternehmen weiterhin die Namen der vier ehemaligen Partner auf seinem offiziellen Logo.
Am 1. Januar 2014 änderte die Firma ihre Rechtsform, wurde in eine Aktiengesellschaft umgewandelt und gab ihren Status als Personengesellschaft auf, bei der die Gesellschafter auf unbestimmte Zeit mit ihrem persönlichen Vermögen hafteten. Diese Statusänderung bedeutete auch, dass die Bank fortan zur Veröffentlichung ihres Halbjahres- und Jahresabschlusses verpflichtet war. Die Banken Pictet, Mirabaud und Gonet nahmen gleichzeitig oder kurz danach den gleichen Status an, um den Anforderungen an Transparenz, behördlichen Auflagen und Risikobegrenzung gerecht zu werden, nachdem die Privatbank Wegelin & Co im Rahmen eines Streits mit dem US-Justizministerium geschlossen wurde. Nach dem Verlust des Status als Personengesellschaft sah sich die Lombard Odier Gruppe gezwungen, die Vereinigung Schweizerischer Privatbankiers (ABPS) zu verlassen, die ihren Mitgliedern diesen Status vorschrieb.
Am 31. Dezember 2014 trat Thierry Lombard in den Ruhestand. Im April 2016 verließ sein Sohn Alexis Lombard die Firma und wechselte zur Bank Landolt & Cie in Lausanne, wo er Mitglied im Verwaltungsrat war. Die Lombard Odier Gruppe, die keine Personengesellschaft mehr war, konnte trotz der Abwanderung der Lombard-Familie dennoch ihren Namen behalten. Am 31. Dezember 2016 trat Anne-Marie de Weck in den Ruhestand, nachdem sie 2002 zur stellvertretenden Geschäftsführerin der Bank ernannt worden war. Annika Falkengren, ehemalige Geschäftsführerin der Skandinaviska Enskilda Banken (SEB), trat einige Monate später die Nachfolge an und wurde vom Juli 2017 bis Ende 2023 Partnerin des Unternehmens.
Am 1. Januar 2023 hatte die Gruppe sechs stellvertretende Geschäftsführer: Hubert Keller, Frédéric Rochat, Denis Pittet, Alexandre Zeller, Jean-Pascal Porcherot und Alexandre Meyer.

## Geschäftstätigkeit

### Wealth Management
Die traditionsreiche Tätigkeit der Lombard Odier Gruppe besteht in der Vermögensverwaltung für einen Privatkundenstamm (Private Banking). Dieser Geschäftsbereich umfasst vor allem die Beratung in den Bereichen Vermögensverwaltung, Finanzanlagen, Steuern und Nachlassplanung. Die Vermögensverwaltung wird hauptsächlich in Genf, bei der Bank Lombard, Odier & Cie SA, als eine der Gesellschaften, die von der Holdinggesellschaft der Lombard Odier Gruppe betrieben wird, überwacht. Laut den Zahlen des Geschäftsjahres 2023 beliefen sich die Aktiva der Schweizer und internationalen Kundschaft auf 193 Milliarden Franken.

### Asset Management
Lombard Odier ist auch im Bereich der Vermögensverwaltung tätig; das Unternehmen verfügt über mehrere Niederlassungen, von denen die Verwaltungsgesellschaft Lombard Odier Asset Management (Europe) Limited mit Sitz in London die führende ist. Diese Firma nutzt die Marke Lombard Odier Investment Managers (Lombard Odier IM), unter der die Gruppe im internationalen Bereich der Vermögensverwaltung bekannt ist. Die Geschäftstätigkeit umfasst hauptsächlich die Verwaltung von Investmentfonds, die in Aktien und Anleihen investiert werden, welche durch Investitionen von Hedgefonds ergänzt wird. Diese Fonds sind auch für Kunden der Privatbank Lombard, Odier & Cie SA sowie für einen internationalen Kundenstamm von institutionellen Investoren und Finanzberatern außerhalb der Lombard Odier Gruppe zugänglich. Das Unternehmen ist insbesondere im Bereich sozial verantwortlicher Investitionen tätig, vor allem bei der Schaffung einer Reihe von Anlageinvestitionen mit hohem Wirkungsgrad. Seit 2015 ist die Verwaltungsgesellschaft Lombard Odier IM nach ihrer Partnerschaft mit ETF Securities ebenso im Bereich der börsengehandelten Fonds (ETF) tätig. Die ersten ETFs von Lombard Odier wurden im April 2015 aufgelegt, um die Ergebnisse von Indizes am Anleihenmarkt (Staatsanleihen, Unternehmensanleihen und Anleihen aus Entwicklungsländern) zu replizieren. Im Jahr 2018 war Lombard Odier IM eine der ersten Verwaltungsgesellschaften, die einen Abwicklungsprozess durchlief, der von einer privaten Blockchain für den Kauf von Wertpapieren auf dem Anleihemarkt verwaltet wurde. Im Jahr 2022 verwaltete die Bank in ihren Asset-Management-Filialen 63 Milliarden Schweizer Franken.

### Banking-IT-Dienstleistungen
Seit 2014 bietet die Lombard Odier Gruppe über ein als „G2“ bezeichnetes Tool anderen Bankunternehmen Back- und Middle-Office-IT-Dienstleistungen an. Insbesondere ermöglichte dieses Tool den Benutzern, ihren Kundenstamm zu verwalten und Wertpapiere auf dem Markt zu kaufen und zu verkaufen. Zunächst für sechs externe Institute angeboten, gewann „G2“ ein weiteres Dutzend Banken als Kunden. Der IT-Betrieb der Banken wurde 2016 in einer völlig eigenständigen Gesellschaft getestet, die sich im Besitz der Holdinggesellschaft der Lombard Odier Gruppe befindet. Die Bank Lombard, Odier & Cie SA ist selbst Kunde des Unternehmens, ebenso wie die externen Unternehmen, die sie ausstatten kann. Im Jahr 2022 verwaltete diese Niederlassung der Lombard Odier Gruppe 58 Milliarden Franken von Drittkunden.

### Soziale Verantwortung und  Philanthropie
Das Engagement des Unternehmens in gemeinnützigen und humanitären Aktivitäten begann sehr früh in der Geschichte der Bank Lombard, Odier & Cie. Alexandre Lombard nahm zu seiner Zeit am Unterstützungskomitee teil, mit dem Ziel, Geld zu sammeln, um den Verletzten im Sardinischen Krieg zu helfen. Er kam dem Aufruf von Henry Dunant nach, einer Initiative, die 1863 zur Gründung des Roten Kreuzes führte. Sein Sohn Alexis Lombard war 38 Jahre lang Mitglied des Verwaltungsausschusses des Allgemeinen Hospizes Genf und übernahm zwischen 1876 und 1900 elfmal den Vorsitz der Institution. In den Jahren 1910 und 1918 gehörten die Banken Lombard, Odier & Cie sowie Hentsch & Cie zu den ersten Schweizer Unternehmen, die eine Altersvorsorge für ihre Mitarbeitenden über Pensionskassen sicherten, die 1947 von der neu gegründeten Schweizer Vorsorge übernommen wurde.
Die Lombard Odier Gruppe ist ebenfalls im Bereich der modernen Philanthropie tätig. Sie verfügt über zwei verschiedene Stiftungen: die Lombard Odier Foundation, eine aus Spenden der Lombard Odier Gruppe finanzierte Unternehmensstiftung, und die Philanthropia-Stiftung, die sich auf Spenden von Privatkunden konzentriert.
Die Lombard Odier Foundation schüttet jährlich zwischen 1 und 1,5 Millionen Schweizer Franken aus, um vor allem Projekte in den Bereichen Bildung und humanitäre Arbeit zu unterstützen. Seit ihrer Gründung unterstützt die Stiftung auch die Entwicklung von Kick-Kampagnen, deren Ziel es ist, junge, innovative Unternehmen durch die Bereitstellung von Eigenkapital bei Gründung zu unterstützen. Den Vorsitz der Stiftung hat seit 2016 Patrick Odier inne.
Die 2008 gegründete Philanthropia-Stiftung ermöglicht den Kunden der Bank, Spenden für gemeinnützige Arbeit in fünf Hauptbereichen zu tätigen: humanitäre und soziale Hilfe, Bildung und Ausbildung, medizinische und wissenschaftliche Forschung, Umwelt und nachhaltige Entwicklung sowie Kunst und Kultur. Anlässlich ihres 10-jährigen Jubiläums im Jahr 2018 gab die Stiftung bekannt, dass sie seit Beginn 116 Millionen Franken an Spenden erhalten hat und 59 Millionen Franken an rund 100 Organisationen weitergegeben hat, davon 15 Millionen an Organisationen der Krebsforschung und -prävention. Die Philanthropia-Stiftung wird seit 2016 von Denis Pittet geleitet.

## Niederlassungen und internationale Präsenz

### Schweiz
Der Hauptsitz der Lombard Odier Gruppe befindet sich seit der Gründung der Bank im Jahr 1796 in Genf. Der Standort des Hauptsitzes hat sich jedoch im Laufe der Jahrhunderte verändert. Im Jahr 1827 zog die Bank Hentsch & Cie in die Rue de la Corraterie im Gebäude Maison Gallatin, das 1708 erbaut wurde. Dies ist nach wie vor der älteste Hauptsitz der Lombard Odier Gruppe in Genf. Wenige Jahrzehnte später, 1858, zog auch Lombard, Odier & Cie in die Rue de la Corraterie, und zwar in die Nummer 11. Zwischen 1921 und 1924 wurden die Gebäude der Banken Hentsch & Cie sowie Lombard, Odier & Cie an der Rue de la Corraterie umgebaut, um zusätzliche Stockwerke zu errichten. Im Jahr 1957 erwarb Lombard, Odier & Cie das Nachbargebäude in der Rue de la Corraterie 9. Bevor dieser Raum von den Mitarbeitern der Bank genutzt werden konnte, wurde er nach den Plänen des Architekten Antoine de Saussure vollständig umgebaut. Im Jahr 1990 wurden alle Verwaltungsdienstleistungen für Lombard, Odier & Cie auf einer Liegenschaft in Lancy zusammengefasst. Im Jahr 1994 kaufte Lombard, Odier & Cie die Liegenschaften der Hausnummern 18 und 22 der Rue de la Corraterie, die sich vor ihren Räumlichkeiten befanden und früher zu einer Immobilienfirma gehörten. Im selben Jahr vermarktete Hentsch & Cie nach der Fusion mit den Mitarbeitern von Darier & Cie das Gebäude neben Lombard, Odier & Cie. Diese Firma kaufte es dann und führte Entwicklungsarbeiten durch, um die Gebäude 1997 zu verbinden. Für 2024 plant Lombard Odier den Bau eines neuen Hauptsitzes in Bellevue im Kanton Genf. Das Gebäude wurde vom Architekturbüro Herzog & de Meuron entworfen. Das Gebäude soll die Kapazität haben, um alle Mitarbeiter der Bank zusammenzubringen, die bisher auf fünf verschiedene Standorte innerhalb von Genf verteilt sind. Ein Teil des ursprünglichen Gebäudes, das Maison Gallatin an der Rue de la Corraterie, wird erhalten, renoviert und der Organisation von Veranstaltungen gewidmet.
Die Lombard Odier Gruppe verfügt zudem über mehrere Niederlassungen und Repräsentanzen in der ganzen Schweiz. Seit 1882 ist die Bank vor allem in Lausanne, seit 1989 in Vevey und Zürich und seit 2008 in Freiburg präsent.

### Europa
Die Lombard Odier Gruppe besitzt mehrere europäische Tochtergesellschaften, die zu einer Niederlassung zusammengefasst wurden, welche 2011 in Luxemburg eröffnet wurde. Die Gruppe der Tochtergesellschaften von Lombard Odier in Europa wurde daher in der Rechts- und Finanzplanung als Filialen ihrer luxemburgischen Bank betrachtet.
In Grossbritannien ist die Lombard Odier Gruppe seit 1973 mit einer Londoner Niederlassung vertreten, die heute dafür bekannt ist, dass sie die Vermögensverwaltung für die Gruppe leitet. Die Londoner Niederlassung war seit jeher dem institutionellen Management für Lombard, Odier & Cie gewidmet und trug daher den Firmennamen Lombard, Odier International Portfolio Management Ltd (LOIPM). Diese Gesellschaft verwaltete insbesondere die Portfolios institutioneller Investoren in den USA und im Nahen Osten. Die Gruppe, die noch unter britischer Gerichtsbarkeit stand, war ab 1987 auch in Gibraltar präsent.
In Frankreich etablierte sich Lombard Odier seit 2001 in Paris mit der Eröffnung des Gebäudes Lombard Odier Gestion, das im folgenden Jahr zu LODH Gestion wurde, da Lombard, Odier & Cie mit Darier, Hentsch & Cie fusionierten. Ziel der Niederlassung war es, einen institutionellen Kundenstamm in Frankreich auszubauen und den Vertrieb von Investmentfonds der Marke Lombard Odier zu fördern. Im Jahr 2004 erhielt die französische Niederlassung ein Verwaltungsmandat für den Pensions-Reservefonds (FRR), der dann zusammen mit ADI die Firma GéA in Frankreich gründete, welche auf Hedgefonds spezialisiert ist. Die Partnerschaft endete im Oktober 2008, und Lombard Odier eröffnete ein eigenes Büro, das auf Hedge-Fonds spezialisiert ist und seine Spezialbüros für Anleihen, Asset Allocation und sozial verantwortliches Investment ergänzt.
Die Lombard Odier Gruppe ist ebenso in Europa, insbesondere in Brüssel, seit 2004, in Madrid und Frankfurt seit 2007 und in Mailand seit 2016 präsent. Die Lombard Odier Gruppe besaß auch eine Niederlassung in den Niederlanden.

### Amerika
Die Lombard Odier Gruppe ist seit 1951 in Nordamerika präsent, als Lombard, Odier & Cie in Montreal (Kanada) ihr erstes internationales Auslandsgeschäft eröffnete. Diese Niederlassung, die ursprünglich unter dem Namen Secfin Company Ltd. gegründet wurde, trägt heute den Namen Lombard Odier Securities (Canada) Inc. Die Gruppe ist in den USA seit 1972 präsent, als Lombard, Odier & Cie eine Tochtergesellschaft namens Lombard, Odier Inc. gründete, die heute zu Lombard Odier Asset Management (USA) Corp. geworden ist, deren einziges Ziel bei der Gründung darin bestand, Informationen von der amerikanischen Seite an Genf weiterzugeben. Die Lombard Odier Gruppe ist seit 1979 auch in Nassau (Bahamas) und seit 1992 auf den Bermudas vertreten. In Südamerika ist die Gruppe seit 2013 in Panama.

### Asien, Naher Osten und Afrika
In Asien ist Lombard Odier seit 1987 in Hongkong, seit 1992 in Tokio und seit 2017 in Singapur tätig. Seit 2014 hat die Gruppe auch eine Kooperationsvereinbarung mit der Industrial Bank in China abgeschlossen. Schliesslich ist die Gruppe seit 2006 in Dubai sowie seit 2017 in Tel Aviv sowie in Johannesburg vertreten.

## Kontroversen
Im Dezember 2013 nahm Lombard Odier an dem freiwilligen Programm für offene Verhandlungen des amerikanischen Justizministeriums teil, um Fälle von Steuerverstössen amerikanischer Steuerzahler innerhalb seines Kundenstamms zu regeln. Am 31. Dezember 2015 gab die Lombard Odier Bank bekannt, dass sie eine Einigung mit dem amerikanischen Justizsystem erzielt hat, das aus einer Auszahlung von 99,8 Millionen Dollar bestand, um die Streitigkeiten im Zusammenhang mit der Nichteinhaltung von Steuervorschriften beizulegen.
Im Dezember 2016 leitete das Eidgenössische Staatsministerium eine strafrechtliche Untersuchung der Aktivitäten der Privatbank Lombard, Odier & Cie wegen des Verdachts auf Geldwäscherei im sozialen Umfeld von Gulnora Karimova, der Tochter des früheren usbekischen Präsidenten ein. Es wurde behauptet, dass die Bank nicht „alle angemessenen und notwendigen organisatorischen Maßnahmen“ getroffen habe, wie es das Schweizerische Strafgesetzbuch verlange. Dennoch erklärt die Bank, dass sie die Fakten den Behörden mitgeteilt habe.

## Kulturelle Referenzen
Im Jahr 1865 erwähnte Jules Verne in seinem Roman Von der Erde zum Mond die Bank Lombard, Odier & Cie. Im Roman beteiligte sich die Bank an der Finanzierung der wissenschaftlichen Expedition. Jules Verne erklärte, dass die Schweiz nur ein Symbol für die Finanzierung sei: „Die Verträge wurden in den wichtigsten Städten der Union unterzeichnet; Zentrale war die Baltimore Bank auf der Baltimore Street Nr. 9. Dann wurden wir in den verschiedenen Staaten der beiden Kontinente unter Vertrag genommen: […] in Berlin bei Mendelssohn, in Genf bei Lombard, Odier & Cie, in Konstantinopel bei der osmanischen Bank, […].“